# ビラル・エル・カンヌス
- ビラル・エル・カンヌス
- ビラル・エル・カヌース

ビラル・エル・カンヌス（2004年5月10日 - ）はモロッコのサッカー選手。モロッコ代表。ポジションはMF。プレミアリーグ・レスター・シティFC所属。

## 経歴

### クラブ
RSCアンデルレヒトのユースチーム出身で、2019年にKRCヘンクに加入した。2020年7月24日にプロ契約を結んだ。
2022年5月22日、KVメヘレン戦でクリスチャン・トルストベットとの交代でプロデビューを果たした。
2024年8月30日、レスター・シティFCに4年契約で完全移籍。

### 代表
年代別代表はベルギー代表を選択していたが、モロッコの血を引いているため、モロッコ代表に鞍替えした。
A代表未招集ながら、2022 FIFAワールドカップの本大会メンバーに選出された。12月17日のクロアチア代表との3位決定戦でアゼディン・ウナヒとの交代で代表デビューを果たすも、チームは1-2で敗れた。

## プレースタイル
主にトップ下や8番（セントラルMF）のポジションで配置されるほか、守備的MFやウイングなども務められる。
ファイナルサードでのパス能力と自身の創造性で調整することを好むため、高度なプレーメーカーの役割が最適だとされている。
オフ・ザ・ボールの動き、優れたビジョン、パス能力で攻撃を効果的に結びつける。

## 個人成績

### クラブでの成績
2024年8月30日現在 
| クラブ           | シーズン       | リーグ                   | リーグ戦 | リーグ戦 | リーグ杯 | リーグ杯 | カップ戦 | カップ戦 | 国際大会 | 国際大会 | その他 | その他 | 通算 | 通算 |
| クラブ           | シーズン       | リーグ                   | 出場     | 得点     | 出場     | 得点     | 出場     | 得点     | 出場     | 得点     | 出場   | 得点   | 出場 | 得点 |
| ---------------- | -------------- | ------------------------ | -------- | -------- | -------- | -------- | -------- | -------- | -------- | -------- | ------ | ------ | ---- | ---- |
| ヘンク           | 2021-22        | ジュピラー・プロ・リーグ | 1        | 0        | -        | -        | -        | -        | -        | -        | -      | -      | 1    | 0    |
| ヘンク           | 2022-23        | ジュピラー・プロ・リーグ | 39       | 1        | 2        | 0        | -        | -        | -        | -        | -      | -      | 31   | 0    |
| ヘンク           | 2023-24        | ジュピラー・プロ・リーグ | 37       | 3        | 2        | 0        | -        | -        | 12       | 0        | -      | -      | 51   | 3    |
| ヘンク           | 2024-25        | ジュピラー・プロ・リーグ | 1        | 0        | 0        | 0        | -        | -        | 0        | 0        | -      | -      | 1    | 0    |
| ヘンク           | クラブ通算     | クラブ通算               | 78       | 4        | 4        | 0        | -        | -        | 12       | 0        | -      | -      | 94   | 4    |
| レスター・シティ | 2024-25        | プレミアリーグ           | 0        | 0        | 0        | 0        | 0        | 0        | -        | -        | -      | -      | 0    | 0    |
| キャリア総通算   | キャリア総通算 | キャリア総通算           | 78       | 4        | 4        | 0        | 0        | 0        | 12       | 0        | -      | -      | 94   | 4    |

## 代表歴

### 出場大会
- モロッコ代表
  - 2022 FIFAワールドカップ

### 試合数
- 国際Aマッチ 14試合 0得点（2022年-）[12]

| モロッコ代表 | 国際Aマッチ | 国際Aマッチ |
| 年           | 出場        | 得点        |
| ------------ | ----------- | ----------- |
| 2022         | 1           | 0           |
| 2023         | 6           | 0           |
| 2024         | 7           | 0           |
| 通算         | 14          | 0           |

## タイトル

### 代表
U-23モロッコ代表
- アフリカ U-23ネイションズカップ : 2023
- パリオリンピック銅メダル: 2024

### 個人
- ベルギー・ゴールデン・シュー最優秀若手選手 : 2022
- KRCヘンク シーズン最優秀選手：2023-2024
- ジュピラー・プロ・リーグ シーズン最優秀若手選手：2023-2024

### 勲章
- モロッコ国家勲章（英語版） : 2022[13]